# Cosmo Police Galivan
Cosmo Police Galivan est une série de jeux vidéo débutée dans les années 1980 en arcade et sur ordinateur personnel.

## Galivan: Cosmo Police(1985)
Galivan: Cosmo Police est un jeu d'arcade sorti en 1985,.
Ce titre n'est pas une adaptation de la série télévisée de type tokusatsu des Space Sheriffs (Uchuu Keiji Gavan, Uchuu Keiji Sharivan, Uchuu Keiji Sheider; connus respectivement sous les titres X-Or, X-Or 02 et Capitaine Shaider en France), il a été développé sans en avoir les droits, comme souvent à l'époque dans cette industrie. 
Ce nom est un mélange de Gavan, donc, et de sa suite Sharivan (qui se lit en japonais [Shaliban] ), les époques concordent, étant donné que le sprite par contre ressemble de par ses couleurs au troisième et dernier space sheriff : Sheider. 

## Cosmo Police Galivan II: Arrow of Justice
Cosmo Police Galivan II: Arrow of Justice (コスモポリスギャリバンII) est un jeu vidéo d'action Beat them up en 2D à thème de science-fiction. Il s'agit d'une adaptation de la série télévisée X-Or. Le jeu a été développé par Cream et édité par Nihon Bussan. Il est sorti uniquement au Japon le 11 juin 1993 sur Super Nintendo.
Le policier cybernétique Galivan doit combattre des forces malfaisantes. Le jeu est composé de 15 niveaux. Trois personnages sont jouables: Galivan (X-Or), Queen Bee et Metalhawk.